# Championnat de Grèce d'échecs
Le championnat de Grèce d'échecs est la compétition organisée par la Fédération grecque des  échecs. 

## Historique
Le 48e championnat était un tournoi toutes rondes de onze joueurs (Elo moyen de 2421) qui s'est tenu du 8 au 23 décembre 1998. Ioánnis Papaïoánnou a remporté l'épreuve avec un score de 7 points en 9 matchs.

## Vainqueurs du championnat mixte
| #   | Année | Vainqueur                      |
| --- | ----- | ------------------------------ |
| (1) | 1934  | Dimitrios Papantoniou (en)     |
| (2) | 1935  | Stavros Fryganas (en)          |
| (3) | 1947  | Marios Mikrouleas (en)         |
| (4) | 1948  | Christos Mylonas (en)          |
| 1   | 1949  | Fotis Mastihiadis (en)         |
| 2   | 1950  | Dimitrios Parliaros (en)       |
| 3   | 1951  | Georgios Gaitanaros (en)       |
| 4   | 1952  | Georgios Gaitanaros (en)       |
| 5   | 1953  | Georgios Gaitanaros (en)       |
| 6   | 1954  | Dimitrios Parliaros (en)       |
| 7   | 1956  | Triantafyllos Siaperas (en)    |
| 8   | 1957  | Panayotis Panagopoulos (en)    |
| 9   | 1958  | Haralabos Siggelakis (en)      |
| 10  | 1959  | Alexandros Angos (en)          |
| 11  | 1960  | Anastasios Anastasopoulos (en) |
| 12  | 1961  | Anastasios Anastasopoulos (en) |
| 13  | 1962  | Hristos Kokkoris (en)          |
| 14  | 1963  | Konstantinos Hatziotis (en)    |
| 15  | 1964  | Aristidis Paidoussis (en)      |
| 16  | 1965  | Lazaros Vizantiadis (en)       |
| 17  | 1966  | Lazaros Vizantiadis (en)       |
| 18  | 1967  | Anastasios Anastasopoulos (en) |
| 19  | 1969  | Hristos Kokkoris (en)          |
| 20  | 1970  | Hristos Kokkoris (en)          |
| 21  | 1971  | Georgios Makropoulos (en)      |
| 22  | 1972  | Triantafyllos Siaperas (en)    |
| 23  | 1973  | Georgios Makropoulos (en)      |
| 24  | 1974  | Miltiadis Grigoriou (en)       |
| 25  | 1975  | Georgios Makropoulos (en)      |
| 26  | 1976  | Panayotis Balaskas (en)        |
| 27  | 1977  | Georgios Makropoulos (en)      |
| 28  | 1978  | Georgios Makropoulos (en)      |
| 29  | 1979  | Panayotis Balaskas (en)        |
| 30  | 1980  | Georgios Makropoulos (en)      |
| 31  | 1981  | Spyrídon Skémbris              |
| 32  | 1982  | Nikolaos Skalkotas (en)        |
| 33  | 1983  | Efstrátios Grívas              |
| 34  | 1984  | Spyrídon Skémbris              |
| 35  | 1985  | Georgios Makropoulos (en)      |
| 36  | 1986  | Vassílios Kotroniás            |
| 37  | 1987  | Vassílios Kotroniás            |
| 38  | 1988  | Vassílios Kotroniás            |
| 39  | 1989  | Spyrídon Skémbris              |
| 40  | 1990  | Vassílios Kotroniás            |
| 41  | 1991  | Vassílios Kotroniás            |
| 42  | 1992  | Vassílios Kotroniás            |
| 43  | 1993  | Spyrídon Skémbris              |
| 44  | 1994  | Vassílios Kotroniás            |
| 45  | 1995  | Ioánnis Nikolaḯdis             |
| 46  | 1996  | Efstrátios Grívas              |
| 47  | 1997  | Ioánnis Papaïoánnou            |
| 48  | 1998  | Ioánnis Papaïoánnou            |
| 49  | 1999  | Ioánnis Papaïoánnou            |
| 50  | 2000  | Chrístos Baníkas               |
| 51  | 2001  | Chrístos Baníkas               |
| 52  | 2002  | Chrístos Baníkas               |
| 53  | 2003  | Chrístos Baníkas               |
| 54  | 2004  | Chrístos Baníkas               |
| 55  | 2005  | Chrístos Baníkas               |
| 56  | 2006  | Vassílios Kotroniás            |
| 57  | 2007  | Ioánnis Papadópoulos           |
| 58  | 2008  | Chrístos Baníkas               |
| 59  | 2009  | Chrístos Baníkas               |
| 60  | 2010  | Vassílios Kotroniás            |
| 61  | 2011  | Antónios Pavlídis              |
| 62  | 2012  | Antónios Pavlídis              |
| 63  | 2013  | Sotirios Malikentzos (en)      |
| 64  | 2014  | Vassílios Kotroniás            |
| 65  | 2015  | Athanásios Mastrovasílis (en)  |
| 66  | 2016  | Antónios Pavlídis              |
| 67  | 2017  | Ioánnis Nikolaḯdis             |
| 68  | 2018  | Athanásios Mastrovasílis       |
| 69  | 2019  | Stamátis Koúrkoulos-Ardítis    |
| 70  | 2021  | Athanásios Mastrovasílis       |
| 71  | 2022  | Georgios Mitsis                |
| 72  | 2023  | Stamátis Koúrkoulos-Ardítis    |
| 72  | 2024  | Stamatis Kourkoulos-Arditis    |

## Lauréates du championnat féminin
| #   | Année | Championne                                |
| --- | ----- | ----------------------------------------- |
| (1) | 1947  | Mousina Klio (en)                         |
| 1   | 1978  | Fouriki Artemis (en)                      |
| 2   | 1979  | Fouriki Artemis (en)                      |
| 3   | 1980  | Fouriki Artemis (en)                      |
| 4   | 1981  | Maria Petraki (en)                        |
| 5   | 1982  | Nika Ekaterini (en)                       |
| 6   | 1983  | Nika Ekaterini (en)                       |
| 7   | 1984  | Evangelia Kontou (en)                     |
| 8   | 1985  | Evangelia Kontou (en)                     |
| 9   | 1986  | Efrosini Kasioura (en) Ánna-María Bótsari |
| 10  | 1987  | Evangelia Kontou (en)                     |
| 11  | 1988  | Ánna-María Bótsari                        |
| 12  | 1989  | Maria Petraki (en)                        |
| 13  | 1990  | Marína Makropoúlou                        |
| 14  | 1991  | Aspasia Giaitzi (en)                      |
| 15  | 1992  | Evangelia Kontou (en)                     |
| 16  | 1993  | Maria Petraki (en)                        |
| 17  | 1994  | Marína Makropoúlou                        |
| 18  | 1995  | Ekaterini Fakhiridou (en)                 |
| 19  | 1996  | Marína Makropoúlou                        |
| 20  | 1997  | Ánna-María Bótsari                        |
| 21  | 1998  | Marína Makropoúlou                        |
| 22  | 1999  | Marína Makropoúlou                        |
| 23  | 2000  | María Kouvátsou                           |
| 24  | 2001  | Ánna-María Bótsari                        |
| 25  | 2002  | Ánna-María Bótsari                        |
| 26  | 2003  | Ekateríni Fakhirídou (en)                 |
| 27  | 2004  | Marína Makropoúlou                        |
| 28  | 2005  | Ekateríni Fakhirídou (en)                 |
| 29  | 2006  | Ánna-María Bótsari                        |
| 30  | 2007  | Marína Makropoúlou                        |
| 31  | 2008  | Marína Makropoúlou                        |
| 32  | 2009  | Vera Papadopoulou (en)                    |
| 33  | 2010  | Ánna-María Bótsari                        |
| 34  | 2011  | Marína Makropoúlou                        |
| 35  | 2012  | Ekateríni Pavlídou                        |
| 36  | 2013  | Ekateríni Pavlídou                        |
| 37  | 2014  | Charitoméni Markantonáki (en)             |
| 38  | 2015  | Ekateríni Pavlídou                        |
| 39  | 2016  | Stavroúla Tsolakídou                      |
| 40  | 2017  | Ekateríni Pavlídou                        |
| 41  | 2018  | Ioulía Mákka (en)                         |
| 42  | 2019  | Charitoméni Markantonáki (en)             |
|     | 2020  |                                           |
| 43  | 2021  | Charitomeni Markantonaki (ru)             |
| 44  | 2022  | Marina Makropoulou                        |
| 45  | 2023  | Maria-Anna Stefanidi                      |